# 狼の館
狼の館（おおかみのやかた、The Best House in London）は1969年に公開されたイギリスのコメディ映画。監督フィリップ・サヴィル。出演デヴィッド・ヘミングス、ジョアンナ・ペティット、ジョージ・サンダース、ウォーレン・ミッチェル、ジョン・バード、モーリス・デナム、ビル・フレイザー。

## あらすじ
ビクトリア朝のロンドンで、社会活動家のジョセフィンは娼婦たちの更生に奔走しており、宣伝アドバイザーのベンジャミンと知り合う。
一方、彼女のフランシス卿は内務大臣を巻き込み、フランス風高級娼館の設立を企てていたが、インドにある農園に行く。彼の愛人のバベットはフランシスの息子ウォルターにジョセフィンが世話していた女たちを娼館に取り込む。また、ベンジャミンは娼館だとは知らずに、バベットから宣伝の仕事を引き受けてしまう。
その後、フランシス卿が客死し、ジョセフィンが遺産を相続する。ウォルターはベンジャミンを婦女暴行犯として警察に逮捕させる。さらに、ウォルターはジョセフィンを手に入れようとするが、フランシス卿の農園の権利書を狙っていた中国大使館の貿易担当者のフェンに彼女を攫われてしまう。その後、釈放されたウォルターは彼女を助けようとして捕まってしまうも、これがきっかけでフェンの勘違いが判明し、2人は解放される。

## キャスト
| 役名                     | 俳優                     | 日本語吹替                                                                              |
| 役名                     | 俳優                     | フジテレビ版                                                                            |
| ------------------------ | ------------------------ | --------------------------------------------------------------------------------------- |
| ウォルター・ベンジャミン | デヴィッド・ヘミングス   | 羽佐間道夫                                                                              |
| ジョセフィン             | ジョアンナ・ペティット   | 鈴木弘子                                                                                |
| フランシス               | ジョージ・サンダース     | 今西正男                                                                                |
| エマニエル               | ダニー・ロバン           | 渡辺知子                                                                                |
| パンドルフォ             | ウォーレン・ミッチェル   | 雨森雅司                                                                                |
| 編集長                   | モーリス・デナム         | 杉田俊也                                                                                |
| ヒービー                 | マリー・ロジャース       | 塚田恵美子                                                                              |
| ウォール                 | ウィリアム・ラッシュトン | 藤本譲                                                                                  |
| フィン                   | ウォルフ・モリス         | 槐柳二                                                                                  |
| 大臣                     | ジョン・バード           | 和久井節緒                                                                              |
| 母親                     | アヴリル・アンジェ       | 島木綿子                                                                                |
| フローラ                 | キャロル・フライデー     | 渡辺典子                                                                                |
| 警部                     | ビル・フレイザー         | 緑川稔                                                                                  |
| 不明 その他              |                          | 清川元夢 仲木隆司 加藤正之 徳丸完 石森達幸 麻上洋子 加川三起 中川まり子 叶杏子 上田敏也 |
|                          |                          |                                                                                         |
| 演出                     | 演出                     | 春日正伸                                                                                |
| 翻訳                     | 翻訳                     | 浅川寿子                                                                                |
| 効果                     | 効果                     | 赤塚不二夫                                                                              |
| 調整                     | 調整                     | 高橋久義                                                                                |
| 制作                     | 制作                     | グロービジョン                                                                          |
| 解説                     | 解説                     | 高島忠夫                                                                                |
| 初回放送                 | 初回放送                 | 1976年1月16日 『ゴールデン洋画劇場』                                                    |